# 安良田駅
安良田駅（あらたえき）は、現在の岐阜県岐阜市安良田町にあった、名鉄各務原線の駅。

## 概要
現在の名鉄岐阜駅 - 田神駅間に存在し、各務原鉄道（現・名鉄各務原線）開業時の始発駅であった。溝端神社が側にあり、向かい線路側に自転車置き場がある。そこに、ホーム跡の縁石が残る。

## 歴史
- 1926年（大正15年）1月21日：当駅 - 補給部前（現三柿野駅）間開業に際し、各務原鉄道（美濃電気軌道の子会社）により開業。
- 1928年（昭和3年）12月28日：長住町駅（現名鉄岐阜駅）からの延伸に際し廃止。
- 1931年（昭和6年）9月5日：同じ位置に復活。
- 1944年（昭和19年）：休止。
- 1958年（昭和33年）1月10日：廃止。

## その他
よく似た駅名の駅として、かつて名古屋本線に安良田町駅が存在した。安良田町駅は1944年に休止後、1958年1月10日に加納駅に改称して復活している。
当駅 - 田神駅の間には、かつて鶴田町信号所が存在した。これは日本専売公社岐阜工場（現・西日本キャンパック）と高山本線を結ぶ専用線とが、各務原線と交差するために設置された信号所であった。

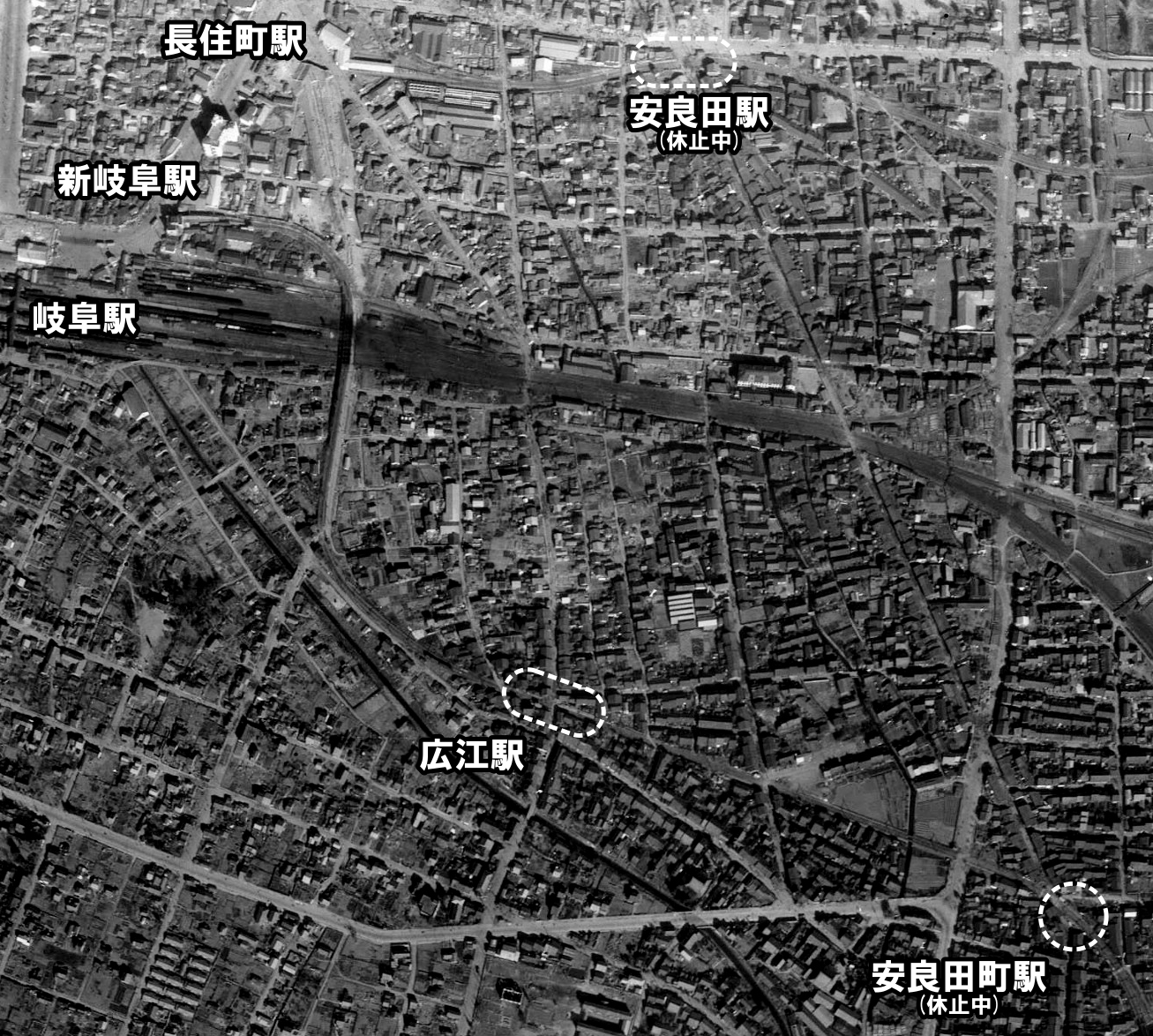
安良田駅と安良田町駅の位置関係 帰属：国土交通省「国土画像情報（カラー空中写真）」 配布元：国土地理院地図・空中写真閲覧サービス

## 隣の駅
名古屋鉄道
各務原線
新岐阜駅 - 安良田駅 - 田神駅